# Benkowski-Nunatak
Der Benkowski-Nunatak (bulgarisch Бенковски нунатак Benkowski nunatak) ist ein 450 m hoher und felsiger Nunatak am nordöstlichen Ausläufer der Breznik Heights auf Greenwich Island im Archipel der Südlichen Shetlandinseln. Er ragt 1 km westsüdwestlich des Bogdan Ridge und 0,6 km nördlich des Parchevich Ridge auf. Die Gruev Cove liegt östlich von ihm.
Bulgarische Wissenschaftler kartierten ihn im Zuge von Vermessungen der Tangra Mountains auf der benachbarten Livingston-Insel zwischen 2004 und 2005. Die bulgarische Kommission für Antarktische Geographische Namen benannte ihn 2006 nach Georgi Benkowski (1843–1876), Organisator des Bulgarischen Aprilaufstands von 1876.